# Zvoňte zvonky
A Zvoňte zvonky a szlovák Prúdy együttes 1969-ben megjelent nagylemeze, mely a Supraphon kiadásában látott napvilágot, csak mono változatban. Katalógusszáma: 013 0740. Az album felvételei 1968 decemberében készültek Pozsonyban. A lemez a korabeli csehszlovák kiadványokkal ellentétben nem hagyományosan összeragasztott borítóval jelent meg, hanem a kinyitható, belső oldalán üres fehér borító egy nylontokba volt helyezve, benne a lemezzel. 1990-ben az Opus újból kiadta hanglemezen, az 1990-es és 2000-es években többször megjelent CD-n is.

## Az album dalai

### A oldal
1. Zvonky, zvoňte (3:30)
2. Pred výkladom s hračkami (3:50)
3. Balada o smutnom Jánovi	(2:10)
4. Jesenné litánie (3:50)
5. Strašidlo (2:35)
6. Keď odchádza kapela (3:32)

### B oldal
1. Poď so mnou (3:35)
2. Možno, že ma rada máš	(2:20)
3. Možno	(3:30)
4. S rukami vo vreckách (3:34)
5. Dám ti lampu (2:20)
6. Čierna ruža (3:40)

## Közreműködők
- Fedor Frešo - basszus
- Vlado Mallý - dob
- Peter Saller - szólógitár
- Pavol Hammel - gitár, ének
- Marián Varga - zongora, orgona

- Peter Hubka, Vlado Marko - hangmérnökök, zenei rendezők
- Pavol Zelenay - producer
- Peter Puškár - borítóterv